# Nguyễn Phúc Thục Tĩnh
Nguyễn Phúc Thục Tĩnh (chữ Hán: 阮福淑靜; 1 tháng 10 năm 1825 – 13 tháng 4 năm 1856), phong hiệu Xuân An Công chúa (春安公主), là một công chúa con vua Minh Mạng nhà Nguyễn trong lịch sử Việt Nam.

## Tiểu sử
Hoàng nữ Thục Tĩnh sinh ngày 20 tháng 8 (âm lịch) năm Ất Dậu (1825), là con gái thứ 21 của vua Minh Mạng, mẹ là Thất giai Quý nhân Lê Thị Lộc. Thục Tĩnh là người con đầu lòng của bà Quý nhân, tức chị cùng mẹ với Bình Thạnh Công chúa Thụy Thận, Trấn Biên Quận công Miên Thanh, Phong Quốc công Miên Kiền và hoàng tử Miên Ngụ.
Năm Tự Đức thứ 3 (1850), công chúa Thục Tĩnh lấy chồng là Phò mã Đô úy Trương Phúc Lý, người Thanh Hóa, con trai của Thống chế Trương Phúc Trường. Cả hai có với nhau ba con trai và hai con gái. Năm Tự Đức thứ 21 (1868), phò mã Lý mất, được truy tặng chức Đề đốc.
Năm Tự Đức thứ 9, Bính Thìn (1856), ngày 13 tháng 4 (âm lịch), công chúa Thục Tĩnh mất, hưởng dương 32 tuổi, được truy tặng làm Xuân An Công chúa (春安公主), thụy là Nhàn Uyển (嫻婉). Mộ của bà được táng tại Dương Xuân, nay tọa lạc trên đường Bùi Thị Xuân, phường Phường Đúc, Huế.